# Engelbertus Fukken

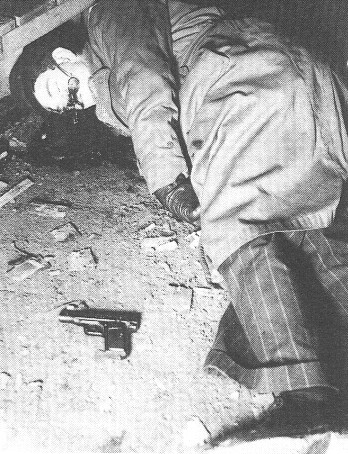
Fukkens Leiche

Engelbertus Fukken alias (Jan) Willem Ter Braak (* 28. August 1914 in Den Haag; † Ende März 1941 in Cambridge) war ein Spion aus den Niederlanden, der während des Zweiten Weltkrieges in England für den deutschen Nachrichtendienst „Abwehr“ tätig war.

## Leben
Engelbertus Fukkens Eltern hießen Willem Briedé und Elizabeth Johanna Fukken.
Der gelernte Journalist Fukken sprang wahrscheinlich Anfang November 1940 mit einem Fallschirm über England ab. In einem Zeitungsartikel über den „Abwehr“-Spion heißt es: „[H]e landed close to the WW2 Codebreakers’ HQ at Bletchley Park in Buckinghamshire and was seen by several eyewitnesses.“ Ein Fallschirm, der am 3. November 1940 in der Nähe der Hill Farm bei Haversham gefunden wurde, könnte zu seiner Ausrüstung gehört haben. Fukken mietete am 4. November 1940 ein Zimmer an der Adresse 58 St Barnabas Road in Cambridge und zog Ende Januar 1941 in ein Haus mit der Adresse 11 Montague Road um. Er lebte offenbar auch in den nachfolgenden Monaten in Cambridge, war aber mindestens einmal auch in London.
Unter dem Namen Willem Ter Braak arbeitete er ungefähr fünf Monate lang im Vereinigten Königreich für den deutschen Geheimdienst. Es ist aber unklar, ob er jemals mit Deutschland Funkkontakt aufnehmen und irgendwelche Informationen senden konnte. Möglicherweise geriet er schließlich in akute Geldnot. Am 10. März 1941 fuhr er jedenfalls offenbar zweimal mit der Buslinie 11 durch London: vom Bahnhof Liverpool Street bis Charing Cross und wenig später von Shepherd’s Bush zurück zur Liverpool Street. Die Benutzung der Buslinie 11 wurde von der „Abwehr“ auch dem Agenten Wulf Schmidt vorgeschlagen, als dieser über Geldnot klagte und man ein Treffen mit einem Geldkurier plante.
Laut einigen Zeitungsartikeln soll Fukken den Auftrag gehabt haben, Winston Churchill zu töten, und geglaubt haben, sein Plan sei aufgedeckt worden.
Jedenfalls nahm er sich Ende März 1941 in einem Luftschutzbunker unter dem Christ’s Pieces Park in Cambridge durch einen Kopfschuss das Leben. Bei der Leiche, die zwei Hosen übereinander trug, wurden ein Pass, eine Registrierkarte, acht Fotografien, drei Zeitungen und die zwei Busfahrkarten vom 10. März 1941 gefunden; in einem Koffer auf dem Bahnhof in Cambridge entdeckte man Fukkens Radiosender.

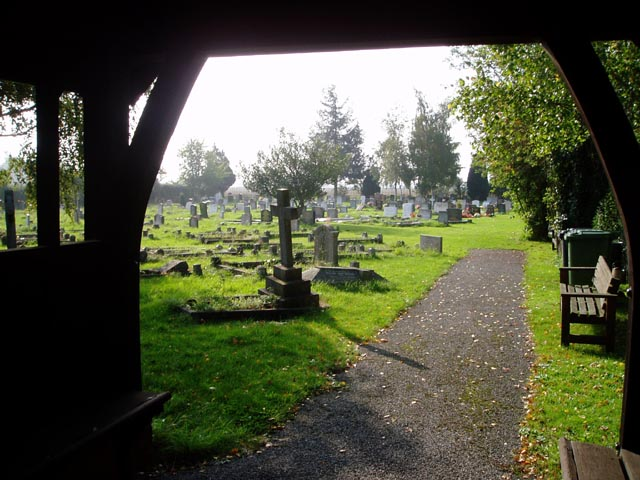
Der Friedhof von Great Shelford

Man machte damals, kurz nach der Schlacht von Dunkerque, so wenig Aufhebens wie möglich von diesem Vorfall. Die Polizei beauftragte den Bestatter John O’Hannan, Stillschweigen zu bewahren und den Leichnam möglichst unauffällig zu beerdigen. O’Hannan hielt sich an diese Vorgabe, versuchte neugierige Reporter auf falsche Spuren zu locken und erklärte den für den ausgewählten Friedhof zuständigen Personen, er habe einen Studenten zu bestatten, der von seinen Eltern enterbt worden und bei einem Verkehrsunfall ums Leben gekommen sei. Daher solle die Beisetzung so schlicht wie möglich ausfallen. Am 7. April 1941 wurde Fukken in dem unmarkierten Grab Nr. 154 auf dem Friedhof von Great Shelford beigesetzt.  
Fukken hatte laut einem Artikel im Mirror in seiner Heimat eine Verlobte namens Neeltje van Roon. Diese erfuhr im Jahr 1946 durch den britischen Geheimdienst vom Tod ihres Partners. Sie soll später aus Scham nie wieder über dessen Aktivitäten als Spion gesprochen haben. Mehrere Jahrzehnte nach Fukkens Tod aber bat dessen Familie darum, die Grabstätte in Great Shelford kennzeichnen zu dürfen, und erhielt die Erlaubnis, eine kleine Steinplatte mit Fukkens Lebensdaten auf dem Grab anzubringen.